# Prietena mea genială (roman)
Prietena mea genială (în italiană L'amica geniale; în engleză: My brilliant friend) este primul volum al unei serii de romane în patru părți cunoscute sub numele de Tetralogia napolitană, scrise de autoarea italiană Elena Ferrante și traduse în engleză de Ann Goldstein.

## Rezumat
Romanul începe în 2010, când naratoarea, Elena Greco (Lenù), primește un telefon de la fiul unei vechi prietene. Acesta îi spune că mama lui a dispărut fără urmă. Elena recunoaște în acest comportament ceva tipic prietenei ei, Raffaela Cerulo (Lila) și consideră că dispariția ei este o decizie conștientă. În spiritul relației lor de prietenie profundă, dar ambivalentă una față de cealaltă, Elena își încalcă promisiunea de a nu scrie niciodată despre prietena ei și începe să noteze tot ce își amintește despre Lila, începând cu Napoli din anii 1950.
Elena și Lila cresc într-un cartier sărac, plin de violență și scandal. Foarte puțini copii au șansa de a își continua studiile după școala elementară. Elena este silitoare și îi atrage atenția doamnei învățătoare Oliveiro, din școala primară, care o încurajează să evadeze din viața sărmană destinată plebei. Spre surprinderea tuturor, Lila, cea mai rebelă și neascultătoare din cartier, îi uimește pe toți când învață singură să scrie și să citească. Ia cele mai mari note din clasă, aparent fără niciun efort. În timp ce Elena muncește din greu pentru fiecare notă, Lila pare să știe deja totul. Elena este atât fascinată, cât și intimidată de Lila, mai ales după ce aceasta scrie o poveste pe care Elena o consideră lucrarea unui adevărat geniu. Ea se străduiește să țină pasul cu Lila. Odată, când Lila aruncă păpușa Elenei în toboganul de la subsol al cămătarului din cartier, Elena face și ea la fel cu păpușa Lilei, ca să-i arate că poate fi la fel de îndrăzneață ca ea. Apoi, când Lila merge fără teamă la cămătar pentru a cere păpușile înapoi, merge și Elena cu ea, dar nu le mai primesc înapoi.
Drumurile celor două fete se despart atunci când părinții Lilei refuză să-i plătească studiile după școala elementară. La insistențele doamnei Oliveiro, tatăl Elenei acceptă să-i plătească studiile fetei sale. Lila insistă să meargă și ea în ciclul secundar, ceea ce îl înfurie atât de mult pe tatăl ei, încât o aruncă pe fereastră de la un etaj deasupra curții, rupându-i brațul. Lila o încurajează pe Elena să chiulească de la școală și să meargă la mare, dar apoi se răzgândește brusc și vrea să se întoarcă acasă. Elena își dă seama că Lila nu a vrut decât să rămână și ea fără școală, când părinții ei vor afla că a chiulit. Totuși, o iartă pe Lila, știind cât de greu îi este să rămână în urmă în timp ce ea merge mai departe. Elena urmează ciclul secundar și apoi liceul.
În timp ce Elena învață, Lila se ocupă de magazinul de pantofi al tatălui ei. Spre disperarea acestuia, ea visează să creeze noi tipuri de pantofi care să le aducă venituri mai mari. De asemenea, se face tot mai frumoasă, atrăgând atenția tinerilor din cartier, inclusiv pe a lui Marcello Solara, tânărul fiu al puternicului lider local din Camorra. În ciuda faptului că familia ei o presează să se căsătorească cu Marcello, Lila se opune pentru că îi consideră pe toți cei din familia Solara răi prin natura lor. Pentru a scăpa de Marcello, ea îl acceptă pe Stefano Carracci, fiul cămătarului și proprietar al băcăniei locale. Stefano pare să aprecieze originalitatea Lilei, cumpărând o pereche de pantofi făcuți de ea, creația ei originală, convingându-l astfel pe tatăl ei că ideile fetei sunt valoroase. Lila și Stefano se căsătoresc când ea are șaisprezece ani, organizând o mare petrecere la care este invitat tot cartierul. Petrecerea este punctul culminant al romanului. Acolo, Lenù are posibilitatea de a vedea cu ochii ei ce voia să spună învățătoarea Oliveiro când îi numea pe oamenii din cartier „plebe”.
Romanul se încheie cu sosirea lui Marcello Solara, care a fost invitat împotriva voinței Lilei, și poartă pantofii creați de ea și cumpărați de Stefano. Acest moment crucial le arată Lilei și lui  Lenù că Stefano nu e cu nimic diferit față de Marcello.

## Personajele principale
- Elena Greco (cunoscută și ca Lenù sau Lenuccia), naratoarea și personajul principal al romanului. Ea este primul copil al familiei Greco și are trei frați mai mici. Romanul o prezintă de la șase ani, când începe școala și o cunoaște pe Lila, până la vârsta de 16 ani.
- Raffaella Cerullo (cunoscută tuturor drept Lina, iar de către Lenù drept Lila), cea mai bună prietenă a lui Lenù, a cărei dispariție o va determina să scrie romanul. Lila este considerată foarte inteligentă, dar nu are voie să își continue studiile. De asemenea, este cunoscută și ca fiind impulsivă și sălbatică. Romanul se încheie cu căsătoria ei, la vârsta de 16 ani, cu Stefano Carracci.
- Stefano Carracci, fiul lui Don Achille și al Mariei Carraci, fratele lui Pinuccia și Alfonso. Se căsătorește cu Lila la sfârșitul romanului, moment în care ea descoperă că Stefano avea o înțelegere cu Marcello Solara, bărbatul de care credea că o va scăpa.
- Don Achille, tatăl lui Stefano, Pinuccia și Alfonso. Un contrabandist temut de tot cartierul, pe care fetele îl credeau un căpcăun. El este ucis când protagonistele cărții sunt încă mici.
- Pasquale și Carmela Peluso. Prietenii Lilei și ai lui Lenù. Pasquale va face parte din partidul comunist.
- Melina, cunoscută de toți drept văduva nebună, a avut o cădere psihică după ce a fost părăsită de amantul ei, Donato Sarratore. Este mama lui Antonio și a Adei.
- Antonio Cappuccio, prieten cu Lenù și Lila. Se întâlnește cu Lenù în adolescență.
- Giovanni „Nino” Sarratore, fiul lui Donato Sarratore, pleacă din cartier în copilărie. Lenù este îndrăgostită de el în secret.
- Frații Solara, Marcello și Michele, fiii cămătarului local, despre care se crede că ar avea legături cu Camorra.
- Învățătoarea Oliveiro le predă celor două fete în școala elementară și insistă ca familia Greco să o lase pe Lenù să-și continue studiile.

## Receptare critică
În 2019, The Guardian a clasat Prietenea mea genială a 11-a cea mai bună carte din 2000. Seria generală a fost, de asemenea, listată în Vulture ca unul dintre cei 12 „Noi Clasici” din 2000.

## Adaptare
În 2017, s-a anunțat că HBO, RAI și TIMvision vor adapta romanele într-o mini-serie. Fiecare volum a fost adaptat într-un sezon de opt episoade. Serialul de televiziune a fost regizat de Saverio Costanzo, având în rolurile principale pe Elisa Del Genio și Margherita Mazzucco în rolul Elena „Lenù” Greco, și pe Ludovica Nasti și Gaia Girace în rolul Raffaella „Lila” Cerullo.